# Ortodossia (saggio)
(G. K. Chesterton, Ortodossia, II. Il pazzo.)
Ortodossia (Orthodoxy) è una raccolta di saggi dello scrittore inglese G. K. Chesterton, pubblicata per la prima volta nel 1908. In essi l'autore esprime in modo completo la sua filosofia e la sua visione del mondo.
Lo spunto dell'opera si ebbe quando Eretici suscitò le ire e le sfide di numerosi critici, perché stroncava le filosofie coeve senza proporre una chiara alternativa; Chesterton non si lasciò intimorire e rispose dando Ortodossia alle stampe tre anni dopo.
Ortodossia è considerato il capolavoro di Chesterton.

## Sintesi dei principali contenuti filosofici dell'opera
La filosofia espressa da G.K. Chesterton in questa opera (e in altre sue opere successive) riprende il concetto aristotelico di meraviglia come motivazione principale del pensiero umano nell'investigare la realtà attraverso la sua ragione. La ragione umana, in termini prettamente tomisti, parte dall'evidenza delle cose reali senza rinchiudersi nel cerchio del razionalismo e senza escludere quindi la possibilità del miracolo e dell'eccezione a quanto è assodato e già conosciuto. Chesterton critica sia il razionalismo, sia lo scetticismo, il quale al contrario del razionalismo dubita della possibilità dell'essere umano di conoscere il mondo attraverso il proprio intelletto, compiendo pertanto quello che nel libro viene definito il suicidio della ragione.
Nel capitolo l'etica del paese delle fate, Chesterton difende la democrazia come il diritto e dovere che ogni uomo ha di partecipare autonomamente alle decisioni sulle cose che tutti gli uomini hanno in comune, considerando ogni essere umano come un re. Nello stesso capitolo, l'autore difende la tradizione come democrazia dei morti, che permette di dare il diritto di voto sul presente anche ai propri antenati defunti.
Nel capitolo la bandiera del mondo Chesterton opera una analisi critica dei concetti di ottimismo e pessimismo, esponendo la filosofia di Pimlico, per cui soltanto un amore trascendente e soprannaturale verso le cose a noi care e verso il luogo in cui viviamo (e per esteso la nostra stessa esistenza) può trasformarlo in un capolavoro. I concetti comuni di ottimismo e pessimismo spingono entrambi all'inazione, in quanto l'ottimista non agisce perché soddisfatto di tutto, mentre il pessimista è reso inerte dalla depressione che consegue alla constatazione dei problemi che lo circondano. Entrambi gli atteggiamenti lasciano il mondo inalterato. Il vero patriota cosmico invece combatte con coraggio per migliorare il mondo. Il patriota cosmico può arrivare ad essere un martire cosmico, contrapposto al suicida; il martire è disposto a sacrificare la sua stessa vita in modo che qualcosa fuori di lui possa vivere ancora più bello e splendido, mentre il suicida si toglie la vita con un atto che di fatto insulta la bellezza di ogni cosa che è stata creata e posta davanti ai suoi occhi. 
Lo stile di azione del patriota cosmico è la rivoluzione eterna, che si pone in contrapposizione sia ad un atteggiamento conservatore, sia ad un atteggiamento progressista. La rivoluzione eterna viene combattuta per rendere nuove tutte le cose, per restaurarne la bellezza che viene costantemente logorata dal tempo; il conservatore è al contrario statico e il suo stile conduce alle decadenza, mentre il progressista cerca di cambiare le cose senza avere nella sua mente un modello a cui conformarle, finendo per rovinare egualmente ciò che lo circonda.
Nel capitolo i paradossi del cristianesimo, Chesterton controbatte alle numerose critiche, contraddittorie ed incoerenti, di chi bersaglia il cristianesimo, ed espone il suo concetto di Ortodossia, esemplificato con la postura di un auriga che conduce dei cavalli lanciati a grande velocità, cercando con grande sforzo di rimanere sempre in equilibrio. Il concetto di Ortodossia in Chesterton non è un concetto statico, ma dinamico, avventuroso, ed esaltante. I critici del cristianesimo attaccano il suo equilibrio, ognuno dalla sua propria condizione di disequilibrio e di eccesso: questo spiega come mai alcuni di loro accusano i cristiani di un certo eccesso, mentre altri li accusano dell'eccesso esattamente opposto (alcuni esempi di queste critiche sono la morale sessuale, per alcuni troppo libera, per altri troppo ristretta, oppure la bellicosità, per alcuni eccessiva, per altri corrotta da un buonismo melenso).
Nel capitolo la bandiera del mondo è contenuta anche una descrizione della conversione di Chesterton al cristianesimo, associata con una metafora alla conquista di una terra straniera, o come il perfetto («as clock after clock strikes noon») combaciare delle diverse parti di un meccanismo: le due diverse parti sono il mondo e la tradizione cristiana, che improvvisamente, nella mente di Chesterton, raggiungono la perfetta sincronia e sintonia, come in un perfetto incastro.

## L'immaginario chestertoniano in Ortodossia
- Il cavallo, presente nell'immagine allegorica dell'ortodossia, come emblema dell'impeto selvaggio che l'uomo deve governare per mantenere la rettitudine di azione e di pensiero. L'impeto del cavallo non è un concetto negativo, ma la sua forza vitale è positiva soltanto se governata dall'uomo (forse simbolo della sua stessa ragione). In questa immagine si nota una reminescenza del mito dell'auriga nel Fedro di Platone.
- La tigre: questo animale compare come allegoria della natura, natura non madre ma sorella maestosa e al contempo pericolosa, materia vitale grezza su cui l'uomo può intervenire con ammirazione e prudenza per addomesticarla e modificarla secondo i suoi ideali. Difficile non legare l'immagine della tigre con la celeberrima poesia di Wiliam Blake, di cui Chesterton scrisse una biografia.
- La spada: Chesterton utilizza spesso delle armi (anche pistole) nei suoi saggi e romanzi come simbolo di vita e non di morte. La sua pistola è uno degli oggetti più cari che porta alle nozze con Frances Blogg come simbolo della sua volontà di combattere per proteggere la moglie. In Uomovivo la pistola viene utilizzata come arma per spaventare e al contempo risvegliare l'attaccamento alla vita del professore nichilista che celebra il suicidio nelle sue opere. Qui la spada simboleggia il Cristianesimo, che con la sua teologia separa Dio dall'uomo, dando all'uomo la possibilità di scegliere ed amare Dio liberamente. La spada serve anche per separare il peccato dal peccatore, ed è quindi anche simbolo di perdono (la poesia di Chesterton "The sword of surprise" -- La spada della meraviglia -- chiarisce in modo molto suggestivo questa simbologia).
- L'ospedale psichiatrico (Hanwell), che Chesterton mette di fatto in relazione con un luogo infernale, giocando anche con l'assonanza con "hell" (l'ortodossia al contrario è associata alla sanità mentale), in quanto il vortice della pazzia coglie l'uomo che erge la propria ragione a giudice ultimo dell'universo: la sua testa esplode perché non in grado di contenerlo.
- Il drago: pare essere presente come simbolo del male che l'uomo combatte (come San Giorgio con il Drago). Si tratta tuttavia di un male diverso dalla malattia mentale. Per prima cosa il drago rappresenta un male più soprannaturale che naturale (naturale come poteva essere il lato bestiale pericoloso della tigre), ma soprattutto un male dotato di senso (e non frutto del non-senso come il male psichico, che quando colpisce rende completamente incapaci di agire). Il drago è la trasfigurazione del male agli occhi di un uomo redento, ed è il male soprannaturale così come appare agli occhi di un bambino.
- Figure geometriche:
  1. Il cerchio (o la sfera): simboleggia l'autoreferenzialità della sola ragione, l'infinito concepito entro i limiti della sola ragione, che diventa un "eterno ritorno" del pensiero su se stesso, come in una sorta di prigione intellettuale che porta alla pazzia. Difficile non vedere nella figura geometrica del cerchio (associato alla pazzia) un riferimento al Nietzschiano "eterno ritorno" (Nietzsche è peraltro uno degli illustri pensatori citati nella disamina filosofica di Ortodossia).
  2. La croce: simboleggia la ragione aperta all'Altro, alla trascendenza, in un movimento centrifugo che si apre verso tutti i punti cardinali ed abbraccia l'intera verità. Questa croce ha nel suo centro un incrocio, un paradosso (simbolo del mistero cristiano), che rappresenta l'umano che incontra il divino.
  3. Il triangolo: viene utilizzato da Chesterton per esemplificare il potere del dogma e del limite, che stabilisce una regola invalicabile e quindi una forma, che costringe parzialmente la materia (i tre lati) dandole tuttavia un significato superiore a quello della somma delle singole parti. Pur non esplicitata, la suggestione del triangolo porta al dogma della Trinità.

## Personaggi illustri (e meno illustri) menzionati in Ortodossia
- Scienziati: Isaac Newton, Ernst Haeckel (biologo), Benjamin Franklin, Euclide, Sir Oliver Lodge (fisico)
- Scrittori, drammaturghi: H. G. Wells, Algernon Swinburne, Emile Zola, Ibsen, Mark Twain, George Bernard Shaw, Oscar Wilde, Julian (e Aldous?) Huxley, Edgar Allan Poe, Tolstoy, Hilaire Belloc, Henry James, Andrew Lang, Fratelli Grimm, William Makepeace Thackeray, Anatole France, Mr. William Archer, Robert Blatchford, Robert Bentley Suthers, Robert G. Ingersoll, Joseph McCabe, Dr. Oscar Levy, Mr. G. S. Street
- Filosofi: Arthur Schopenhauer, Friedrich Nietzsche, Platone, Karl Marx, Aristotele, Cartesio, Epicuro, John Henry Newman, Jacques Bénigne Bossuet, Lord Bacon (?), Ernest Renan, Thomas Carlyle, Herbert Spencer, Ralph Waldo Emerson, Auberon Herbert
- Personalità legate alle religioni: S. Girolamo, S. Giorgio, Torquemada, S. Luigi, S. Giovanna d'Arco, S. Bernardo, S. Domenico, Confucio, Gesù Cristo, Santa Caterina da Siena, San Francesco d'Assisi, San Tommaso d'Aquino, Maometto, Siddharta Gautama (Buddha), Giovanni Calvino, R. J. Campbell
- Sovrani, imperatori, politici, personalità legate all'economia: Costantino, Giuliano l'Apostata, Marco Aurelio, Nerone, Danton, Robespierre, Edoardo il Confessore, Riccardo Cuor di Leone, Elisabetta I, Oliver Cromwell,  Benjamin Disraeli, Garibaldi, David Rockefeller, Charles Bradlaugh, Thomas Paine, Sir James Douglas, Cunninghame Graham, Lord Hugh Cecil, Sultano Omar
- Artisti, musicisti: Beato Angelico, Giotto, John Sebastian Bach, Holbein (Hans?)
- Poeti: John Dryden, Alfred Tennyson, William Shakespeare, William Butler Yeats, John Davidson, Walt Whitman, William Wordsworth, William Cowper, George Herbert, Matthew Arnold, Teocrito, Catullo
- Altri: Re Leopoldo (?), Freeman (?), Vaughan (Herbert Alfred?), Duca di Marlborough (John Spencer-Churchill, X?)[non chiaro]

## Edizioni
- G. K. Chesterton, Ortodossia, Morcelliana, 2008.

- G. K. Chesterton, Ortodossia, traduzione di Raffaella Asni, Torino, Lindau, 2010, ISBN 978-88-7180-876-5.